# ザット・ミーンズ・ア・ロット
「ザット・ミーンズ・ア・ロット」（That Means a Lot）は、P.J.プロビーの楽曲である。レノン＝マッカートニー名義となっているが、主にポール・マッカートニーによって書かれた楽曲。元々は、ビートルズ主演の映画『ヘルプ!4人はアイドル』のために書かれた楽曲で、ビートルズによって演奏・録音された音源も残されている。ジョン・レノンは、本作について「僕らが映画のために書いた曲。いろいろ試したが、うまくいかなかった」と語り、1988年のマーク・ルイソンとのインタビューで、マッカートニーは「あまり熱心になれなくて、完成しなかった曲がいくつかある。この曲はその1つだ」と語っている。

## 背景
当時のビートルズのマネージャーであったブライアン・エプスタインは、本作をP.J.プロビーに提供した。P.J.プロビーによる音源は、ロン・リチャーズがプロデュースし、ジョージ・マーティンが編曲を手がけた。
1965年8月に発売されたオリジナル・アルバム『P.J.プロビー』に収録されたのち、9月17日にシングル盤としてB面に「マイ・プレイヤー」を収録して発売され、全英シングルチャートでは最高位30位を獲得。アメリカではシングル盤として「レット・ザ・ウォーター・ラン・ダウン」をB面に収録して発売され、オーストラリアではシングル盤『レット・ザ・ウォーター・ラン・ダウン』のB面に収録されて発売された。

## ビートルズによる演奏
ビートルズは、1965年2月20日と3月30日に本作を録音した。幾度かテイクが重ねられ、3月30日のセッションでは元のアレンジとは著しく異なるものとなった。しかしビートルズによる演奏は没となり、1996年に発売された『ザ・ビートルズ・アンソロジー2』に収録されるまでは未発表となっていた。
名義上はレノン＝マッカートニーの作品だが、1980年の『プレイボーイ』誌のインタビューで、レノンは本作の作曲者がマッカートニーであることを主張している。音楽評論家のイアン・マクドナルドは、レノンがミドルエイトの歌詞とアレンジで手助けをした可能性を挙げ、本作について「アルバム『ヘルプ!』から外したのは正しい判断だった」「構成を間違っているように聞こえる」と酷評し、「レノンの『涙の乗車券』を書き直そうという試みか、この曲のテイク1には露骨な類似点を持っている」と述べている。

### クレジット
※出典
- ポール・マッカートニー - リード・ボーカル、ベース、ピアノ
- ジョン・レノン - バッキング・ボーカル、アコースティック・ギター、マラカス
- ジョージ・ハリスン - バッキング・ボーカル、リードギター、マラカス
- リンゴ・スター - ドラム